# Smetovi
Smetovi är en bergskedja i Bosnien och Hercegovina.   Den ligger i entiteten Federationen Bosnien och Hercegovina, i den centrala delen av landet, 50 km nordväst om huvudstaden Sarajevo.
Omgivningarna runt Smetovi är en mosaik av jordbruksmark och naturlig växtlighet. Runt Smetovi är det ganska tätbefolkat, med 93 invånare per kvadratkilometer.